# Conor Doyle
Conor Doyle (McKinney, 13 ottobre 1991) è un calciatore irlandese con cittadinanza statunitense, attaccante del S.G. Tormenta.

## Carriera

### Club
Inizia la sua carriera calcistica inizia negli Stati Uniti, dove ha giocato in una delle migliori squadre di calcio giovanili dello stato, i Dallas Texans. Fu proprio qui che mise in mostra le sue potenzialità, tanto da suscitare l'interesse di club professionistici.
Il 6 agosto 2010 passa al Derby County, squadra della Football League Championship, firmando un contratto biennale. Ha fatto il suo debutto per il club il 10 agosto 2010, in una partita di Coppa di Lega inglese contro il Crewe Alexandra. Il suo debutto in campionato risale al 14 agosto 2010, nella partita inaugurale della stagione 2010-2011, persa per 2-1 contro il Cardiff City.

### Nazionale
Nel 2010 viene convocato nella nazionale statunitense under-20. Nel gennaio del 2011, viene convocato nella nazionale irlandese Under-21, essendo nato da padre irlandese. Tuttavia egli sceglierà in seguito di rappresentare gli Stati Uniti a livello calcistico.